# ウシクサ
ウシクサ Schizachrium brevifolium (Sw.) はイネ科の植物の1つで柔らかい小型の草。立ち上がる茎のあちこちから多数の細い棒状の穂を付ける。

## 特徴
小柄な一年生の草本。茎は直立して伸び、高さは10～40cmほど。なお、インドでの記載では草丈が9～65cmとなっており、日本でよりかなり大きくなるようである。茎の節と節の間は2～4cm。葉身は長さが1.5～4cmで、その基部と先端はどちらもあまり尖っておらず、むしろ丸くなって半円形に近い形をしている。葉舌はほとんど見て取れない。
花期は8月から10月。花序は側生し、葉の腋、あるいは腋から出た短い枝の上に1本ずつ出てくる。また茎の先端からも数本の穂をまばらに、互生して出すことがある。穂は円柱形で繊細。長さは1～3cm、その基部は葉身のない苞に包まれている。小穂は有柄小穂と無柄小穂が1つずつ対をなし、合わせて2個が節毎に付いている。穂の軸には関節があり、果実が熟するとそこで折れ、2個の小穂をつけた形で風に飛び散る。
有柄の第1小穂は強く退化していて扁平な柄の先には膜質の護頴のみがあり、それ以外の構造は消失している。護頴の先端から芒が出ているが、この護頴は第2小穂のそれより小さく、時に護頴の本体部まで消失して芒だけが出ている例もある。第2小穂は第1小穂の柄の基部にあり、長さ3～4mm。第1包頴は5～7本の脈があり、先端は浅く2つに割れている。第2包頴は同程度の長さで膜質、背面で折れて竜骨となっている。下方にある第1小花の護頴は膜質で透明となっており、弱い2本の脈がある。上方の第2小花の護頴も透明で、先端が基部近くまで深く2つに裂けており、その2つの裂片の間から芒が出る。この芒は長さが8mmほどもあって小穂の外に伸び出し、その途中で折れ曲がっている。
和名については牧野原著(2017)は「牛草の意味ではないのになぜ牛と名付けたかは不明」と、これ自身かなり不明な解説が付いている。

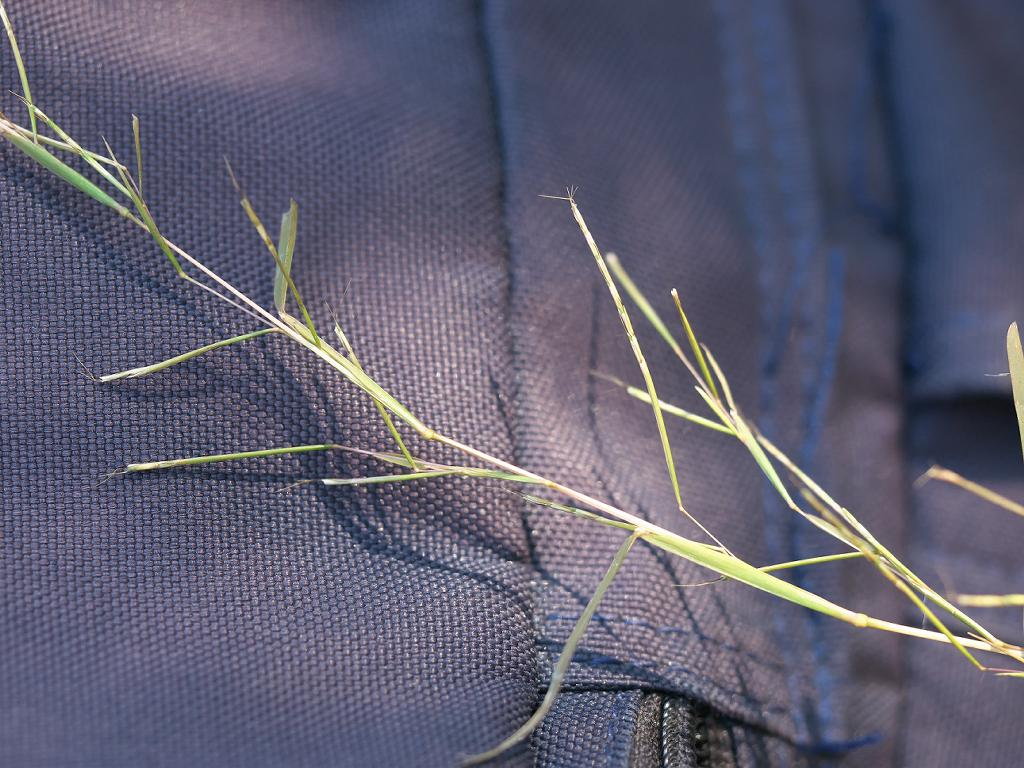
多数の穂が出ている茎の部分
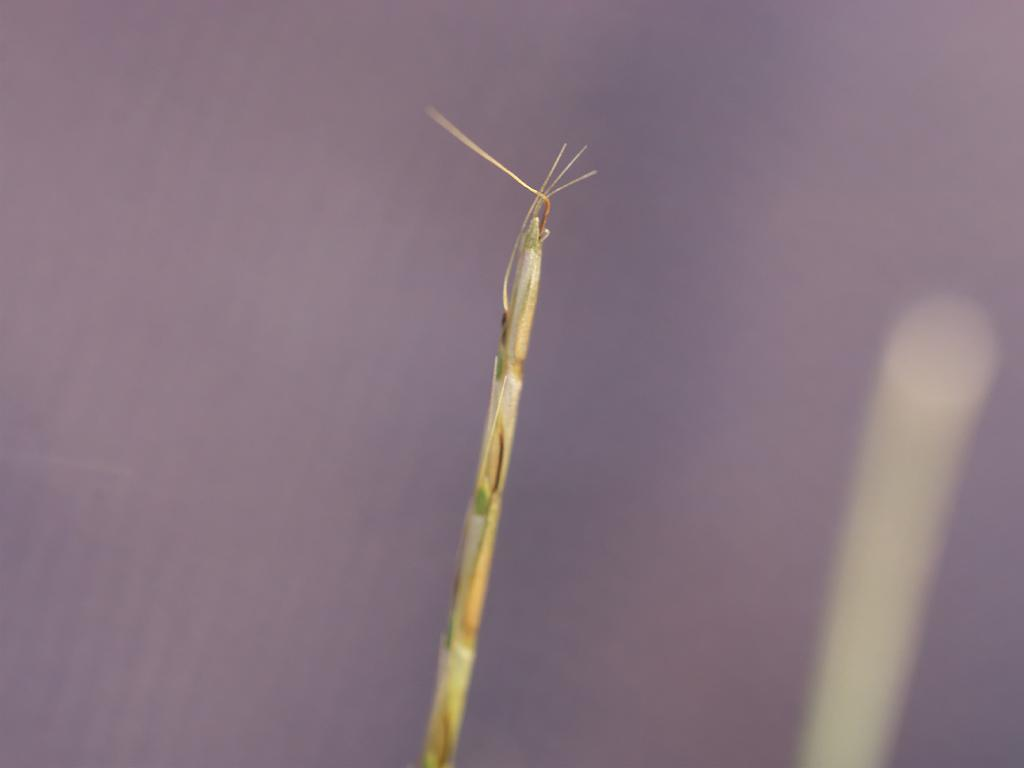
穂の一部 先端は折れている。芒の途中が曲がっているのが見える。

## 分布と生育環境
日本では関東以西の本州、四国、九州、琉球列島に知られ、世界的には全世界の熱帯域とその周辺地域に分布するもので、タイプ産地はジャマイカ島である。
湿った陽地の草原に生える。山野の草原に群れをなして生える。貧栄養で背の高い草の生えていない場所、岩の上や崖などに見られるが、見る機会は少ない。

## 分類
ウシクサ属には世界の熱帯域に約60種が知られるが、日本に産するのは本種のみである。
長田(1993)は『日本ではこれと見間違えるようなイネ科はない』と断言している。
なお、本種は以前には Andropogon 属とされており、本種の学名は A. brevifolius SW. となっていた。そのためにこの属の和名がウシクサ属になっていた。現在はこの属の和名はメリケンカルカヤ属である。この属のものではメリケンカルカヤが外来種で日本では普通に見られるものであるが、穂や小穂の構造では本種に類似するが、外見的には草丈が50～80cmで、株を作り根出状の葉が長く多数あり、見かけでは大きく異なる。
ただしこの2つの属は形態的にも類似点が多く、また本種の属するウシクサ属が多系統との説もあり、今後の検討が待たれる。

## 保護の状況
環境省のレッドデータブックには指定がないが、府県別では宮城県、福島県、栃木県、群馬県、石川県、それに香川県で絶滅危惧I類、大阪府と奈良県で絶滅危惧II類、埼玉県と京都府で準絶滅危惧などの指定がある。『分布は広いが個体数は少なく』意外に見る機会が少ないこと、背丈の高い草に覆われると消えること、富栄養や生育地の造成による消滅などが危惧されている。